# Australiens Grand Prix 2014
Australiens Grand Prix 2014 var det första av 19 lopp ingående i formel 1-VM 2014.

## Rapport
Australiens Grand Prix 2014 kördes den 16 mars och var det första loppet under Formel 1-säsongen 2014. Mercedes hade under alla tre träningar visat sig mycket snabba med både Nico Rosberg och Lewis Hamilton, även Ferrari med Fernando Alonso var snabba. Under kvalet höll sig denna ordningen någorlunda med Lewis Hamilton i pole position, hemmaföraren Daniel Ricciardo som tvåa, Nico Rosberg trea, Kevin Magnussen fyra och Fernando Alonso femma. Den regerande världsmästaren, Sebastian Vettel, åkte ut redan i andra kvalomgången (Q2) och startade på trettonde plats. För svensken Marcus Ericsson, som körde sitt första Formel 1-kval någonsin, gick det skapligt. Han kvalade in på tjugonde plats men fick starta på nittonde plats efter att Saubers Esteban Gutiérrez fick en bestraffning för ett växellådsbyte.
Under starten av racet blev de stökigt in i första kurvan där Kamui Kobayashi kraschade rakt in i Felipe Massa och smällde även till Kimi Räikkönen, både Kobayashi och Massa fick bryta. Anledningen till kraschen var ett tekniskt fel i bromsarna som gjorde att han inte fick ner farten. Lewis Hamilton, som startade i pole position, fick ett motorproblem och var därmed tvungen att bryta redan på fjärde varvet. Även Sebastian Vettel och Marcus Ericsson hade problem med motorerna och fick bryta. Lotus båda bilar bröt på grund av tekniska problem med motorenheterna. Vann gjorde Nico Rosberg överlägset, med över 25 sekunder ner till tvåan, Kevin Magnussen, som slutade på tredje plats men fick andraplatsen efter att Daniel Ricciardo blev diskvalificerad på grund av för högt bränsleflöde. Red Bull Racing överklagade beslutet men fick inte sin överklagan beviljad. Trea blev britten Jenson Button, som slutade på fjärde plats. Detta blev en succé för McLaren med båda sina två förare på pallen, som under hela förra säsongen inte tog en enda pallplats.

## Kvalet
| KR. | Nr | Förare            | Konstruktör          | Q1         | Q2       | Q3       | Grid |
| --- | -- | ----------------- | -------------------- | ---------- | -------- | -------- | ---- |
| 1   | 44 | Lewis Hamilton    | Mercedes             | 1.31,699   | 1.42,890 | 1.44,231 | 1    |
| 2   | 3  | Daniel Ricciardo  | Red Bull-Renault     | 1.30,775   | 1.42,295 | 1.44,548 | 2    |
| 3   | 6  | Nico Rosberg      | Mercedes             | 1.32,564   | 1.42,264 | 1.44,595 | 3    |
| 4   | 20 | Kevin Magnussen   | McLaren-Mercedes     | 1.30,949   | 1.43,247 | 1.45,745 | 4    |
| 5   | 14 | Fernando Alonso   | Ferrari              | 1.31,388   | 1.42,805 | 1.45,819 | 5    |
| 6   | 25 | Jean-Éric Vergne  | Toro Rosso-Renault   | 1.33,488   | 1.43,849 | 1.45,864 | 6    |
| 7   | 27 | Nico Hülkenberg   | Force India-Mercedes | 1.33,893   | 1.43,658 | 1.46,030 | 7    |
| 8   | 26 | Daniil Kvyat      | Toro Rosso-Renault   | 1.33,777   | 1.44,331 | 1.47,368 | 8    |
| 9   | 19 | Felipe Massa      | Williams-Mercedes    | 1.31,228   | 1.44,242 | 1.48,079 | 9    |
| 10  | 77 | Valtteri Bottas   | Williams-Mercedes    | 1.31,601   | 1.43,852 | 1.48,147 | 151  |
| 11  | 22 | Jenson Button     | McLaren-Mercedes     | 1.31,396   | 1.44,437 |          | 10   |
| 12  | 7  | Kimi Räikkönen    | Ferrari              | 1.32,439   | 1.44,494 |          | 11   |
| 13  | 1  | Sebastian Vettel  | Red Bull-Renault     | 1.31,931   | 1.44,688 |          | 12   |
| 14  | 99 | Adrian Sutil      | Sauber-Ferrari       | 1.33,673   | 1.45,655 |          | 13   |
| 15  | 10 | Kamui Kobayashi   | Caterham-Renault     | 1.34,274   | 1.45,867 |          | 14   |
| 16  | 11 | Sergio Pérez      | Force India-Mercedes | 1.34,141   | 1.47,293 |          | 16   |
| 17  | 4  | Max Chilton       | Marussia-Ferrari     | 1.34,293   |          |          | PL2  |
| 18  | 17 | Jules Bianchi     | Marussia-Ferrari     | 1.34,794   |          |          | PL2  |
| 19  | 21 | Esteban Gutiérrez | Sauber-Ferrari       | 1.35,117   |          |          | 203  |
| 20  | 9  | Marcus Ericsson   | Caterham-Renault     | 1.35,157   |          |          | 19   |
| 21  | 8  | Romain Grosjean   | Lotus-Renault        | 1.36,993   |          |          | PL2  |
| 22  | 13 | Pastor Maldonado  | Lotus-Renault        | Ingen tid4 |          |          | 21   |

| Vidare från första kvalrundan ▬▬ Vidare från andra kvalrundan ▬▬ |

Noteringar:
- ^1  — Valtteri Bottas fick fem platsers nedflyttning efter ett otillåtet växellådsbyte.
- ^2  — Föraren startade loppet från depån.
- ^3  — Esteban Gutiérrez fick fem platsers nedflyttning efter ett otillåtet växellådsbyte.
- ^4  — Pastor Maldonado misslyckades att nå gränsen på 107 procent av det snabbaste varvet i Q1. Han fick starta loppet efter att han fått dispens från domarna.[4]

## Loppet
| Pos. | Nr | Förare            | Konstruktör          | Varv | Tid              | Grid | P  |
| ---- | -- | ----------------- | -------------------- | ---- | ---------------- | ---- | -- |
| 1    | 6  | Nico Rosberg      | Mercedes             | 57   | 1:32.58,710      | 3    | 25 |
| 2    | 20 | Kevin Magnussen   | McLaren-Mercedes     | 57   | +26,777          | 4    | 18 |
| 3    | 22 | Jenson Button     | McLaren-Mercedes     | 57   | +30,027          | 10   | 15 |
| 4    | 14 | Fernando Alonso   | Ferrari              | 57   | +35,284          | 5    | 12 |
| 5    | 77 | Valtteri Bottas   | Williams-Mercedes    | 57   | +47,639          | 15   | 10 |
| 6    | 27 | Nico Hülkenberg   | Force India-Mercedes | 57   | +50,718          | 7    | 8  |
| 7    | 7  | Kimi Räikkönen    | Ferrari              | 57   | +57,675          | 11   | 6  |
| 8    | 25 | Jean-Éric Vergne  | Toro Rosso-Renault   | 57   | +1.00,441        | 6    | 4  |
| 9    | 26 | Daniil Kvyat      | Toro Rosso-Renault   | 57   | +1.03,585        | 8    | 2  |
| 10   | 11 | Sergio Pérez      | Force India-Mercedes | 57   | +1.25,916        | 16   | 1  |
| 11   | 99 | Adrian Sutil      | Sauber-Ferrari       | 56   | +1 varv          | 13   |    |
| 12   | 21 | Esteban Gutiérrez | Sauber-Ferrari       | 56   | +1 varv          | 20   |    |
| 13   | 4  | Max Chilton       | Marussia-Ferrari     | 55   | +2 varv          | 17   |    |
| NC1  | 17 | Jules Bianchi     | Marussia-Ferrari     | 49   | +8 varv          | 18   |    |
| Ret  | 8  | Romain Grosjean   | Lotus-Renault        | 43   | ERS              | 22   |    |
| Ret  | 13 | Pastor Maldonado  | Lotus-Renault        | 29   | ERS              | 21   |    |
| Ret  | 9  | Marcus Ericsson   | Caterham-Renault     | 27   | Oljetryck        | 19   |    |
| Ret  | 1  | Sebastian Vettel  | Red Bull-Renault     | 3    | Motorenhet       | 12   |    |
| Ret  | 44 | Lewis Hamilton    | Mercedes             | 2    | Motor            | 1    |    |
| Ret  | 19 | Felipe Massa      | Williams-Mercedes    | 0    | Kollision        | 9    |    |
| Ret  | 10 | Kamui Kobayashi   | Caterham-Renault     | 0    | Kollision        | 14   |    |
| DSQ  | 3  | Daniel Ricciardo  | Red Bull-Renault     | 57   | Diskvalificerad2 | 2    |    |

| Förare och stall som tog poäng ▬▬ |

Noteringar:
- ^1  — Jules Bianchi fullföljde inte 90% av racedistansen och blev därmed inte klassificerad.
- ^2  — Daniel Ricciardo blev diskvalificerad på grund av att hans bil hade för högt bränsleflöde.[5]

## Ställning efter loppet
| Pos. | Förare          | Poäng |
| ---- | --------------- | ----- |
| 1    | Nico Rosberg    | 25    |
| 2    | Kevin Magnussen | 18    |
| 3    | Jenson Button   | 15    |
| 4    | Fernando Alonso | 12    |
| 5    | Valtteri Bottas | 10    |

| Pos. | Konstruktör          | Poäng |
| ---- | -------------------- | ----- |
| 1    | McLaren-Mercedes     | 33    |
| 2    | Mercedes             | 25    |
| 3    | Ferrari              | 18    |
| 4    | Williams-Mercedes    | 10    |
| 5    | Force India-Mercedes | 9     |

- Notering: Endast de fem bästa placeringarna i vardera mästerskap finns med på listorna.